# ES Thaon
Entente Sportive Thaonnaise Football is een Franse voetbalclub uit Thaon-les-Vosges in de gelijknamige gemeente.

## Geschiedenis
In 2002 promoveerde de club voor het eerst in zijn bestaan naar de CFA2. Thaon eindigde in zijn debuutseizoen meteen derde in zijn groep. De club stond zelfs dicht bij de promotie, want ze sprokkelden net als nummer twee Jura Sud Foot 82 punten. Jura had evenwel een beter doelsaldo dan Thaon, waardoor Les Marines samen met kampioen SC Schiltigheim naar de CFA promoveerde. Thaon kon zijn bijna-stunt niet herhalen en eindigde in het seizoen 2003/04 zevende in zijn groep. In zijn derde seizoen in de CFA2 eindigde Thaon laatste in zijn groep.
Na twee seizoenen in de Division d'Honneur keerde Thaon in 2007 terug naar de CFA2. In het seizoen 2007/08 eindigde de club twaalfde met amper één punt meer dan CO Saint-Dizier, dat veroordeeld werd tot barragewedstrijden. In het seizoen daarop eindigde Thaon dertiende, waardoor het avontuur in de CFA2 er ditmaal na twee seizoenen al op zat. 
Opnieuw duurde de afwezigheid van Thaon slechts twee seizoenen, want in 2011 promoveerde de club voor de derde keer naar de CFA2. In het seizoen 2011/12 eindigde de club twaalfde, weliswaar met zeventien punten meer dan SR Saint-Dié, de hoogst gerangschikte zakker. Na een achtste plaats in het seizoen 2012/13 eindigde Thaon in het seizoen 2013/14 op een degradatieplaats, maar als gevolg van een aantal administratieve degradaties kon de club alsnog het behoud verzekeren. In het seizoen 2014/15 overkwam de club hetzelfde. In het seizoen 2015/16 eindigde de club laatste in zijn groep en degradeerde het uiteindelijk toch naar de Division d'Honneur.
Na alweer een afwezigheid van twee seizoenen keerde de club in 2018 terug naar het vijfde Franse niveau, dat voortaan Championnat National 3 heette. Ditmaal maakte de club een geslaagde terugkeer: in het seizoen 2018/19 eindigde de club vierde in zijn reeks. In het seizoen 2019/20 eindigde de club zelfs derde, weliswaar in een competitie die vanwege de coronapandemie niet volledig werd afgewerkt. Ook in het seizoen 2020/21, waarin vanwege de coronapandemie slechts zeven competitiewedstrijden werden afgewerkt in de reeks Grand-Est, deed Thaon het met 16 op 21 niet slecht – enkel ASC Biesheim deed met 17 op 21 beter.